# Joseph Bernardo
Joseph Bernardo (Argel, Argelia, 31 de mayo de 1929-6 de diciembre de 2023) fue un nadador francés de origen argelino especializado en pruebas de estilo libre, donde consiguió ser medallista de bronce olímpico en 1948 en los 4 x 100 metros.

## Carrera deportiva
En los Juegos Olímpicos de Londres 1948 ganó la medalla de bronce en los relevos de 4x200 metros estilo libre, con un tiempo 9:08.0 segundos, tras Estados Unidos (oro) y Hungría (plata); sus compañeros de equipo fueron los nadadores: René Cornu, Henri Padou, Jr. y Alexandre Jany.